# 12 août
Pour les articles homonymes, voir Douze-Août.
12 juillet 12 septembre
Chronologies thématiques
- Croisades
- Ferroviaires
- Sports
- Disney
- Anarchisme
- Catholicisme

Abréviations / Voir aussi
- (° 1852) = né en 1852
- († 1885) = mort en 1885
- a.s. = calendrier julien
- n.s. = calendrier grégorien
- Calendrier
- Calendrier perpétuel
- Liste de calendriers
- Naissances du jour

Le 12 août ou 12 aout est le 224e jour de l'année du calendrier grégorien, 225e lorsqu'elle est bissextile, il en reste ensuite 141.
Son équivalent était généralement le 25 thermidor du calendrier républicain / révolutionnaire français, officiellement dénommé jour de la loutre.

## Événements

### XIIIesiècle
- 1271 : sacre du roi de France Philippe III.

### XVIIesiècle
- 1687 : bataille de Mohács, durant la guerre austro-turque. Victoire des Autrichiens commandés par Charles V de Lorraine mettant un terme l'expansion turque en Europe.

### XVIIIesiècle
- 1759 : bataille de Kunersdorf pendant la guerre de Sept Ans. Victoire des Autrichiens commandés par Ernst Gideon von Laudon et des Russes commandés par Piotr Saltykov sur les Prussiens commandés par Frédéric II de Prusse.

### XIXesiècle
- 1825 : Simón Bolívar devient le premier président de la république de Bolivie.

### XXesiècle
- 1947 : résolution no 29, du Conseil de sécurité des Nations unies, relative à l'admission de nouveaux États membres (Yémen et Pakistan).
- 1953 : 
  - l'URSS fait exploser sa première bombe H.
  - Résolution no 99, du Conseil de sécurité des Nations unies, relative à la Cour internationale de justice.
- 1963 :  un Vickers Viscount de la compagnie française Air Inter s'écrase à Tramoyes (Ain), lors de son approche de l'aéroport de Lyon-Bron (17 morts).
- 1978 : signature d'un traité de paix et d'amitié entre le Japon et la république populaire de Chine.
- 1997  une crue subite provoque un accident dans l'Antelope Canyon (Arizona, États-Unis) provoquant la mort de 11 personnes dont 7 Français.

### XXIesiècle
- 2016 : les Forces démocratiques syriennes, soutenues par la coalition, s'emparent de la ville de Manbij, après une bataille de deux mois contre l'État islamique.
- 2018 :
  - au Mali, second tour de l’élection présidentielle.
  - la Russie, le Kazakhstan, l’Azerbaïdjan, l’Iran et le Turkménistan signent une convention sur le statut de la mer Caspienne.
- 2021 : en Zambie, l'élection présidentielle organisée simultanément avec les législatives et les municipales est remportée par le candidat d'opposition Hakainde Hichilema[2].

## Arts, culture et religion
- 1895 : la société Gaumont est fondée, sous le nom de L. Gaumont et compagnie.
- 1898 : le poète symboliste belge Georges Rodenbach (1855-1898) publie, dans Le Figaro, un article sur Arthur Rimbaud (Voir le texte de l'article).
- 1925 : le théologien égyptien Ali Abderraziq est banni de l'université al-Azhar, pour avoir formulé des thèses favorables à la laïcité, dans son livre L'Islam et les fondements du pouvoir[3].

## Sciences et techniques
- 1981 : présentation de l’IBM PC, troisième  ordinateur personnel du constructeur, après les IBM 5100 et 5110.
- 2005 : la NASA lance la sonde Mars Reconnaissance Orbiter vers Mars.
- 2018 : la NASA lance la sonde Parker, premier observatoire spatial conçu pour atteindre la couronne solaire, afin de l’étudier.
- 2026 : Future éclipse totale de Soleil « européenne », passant par le Groenland, l'Islande et le nord de l'Espagne.
- 2045 : Une éclipse solaire totale se produira du nord de la Californie à la Floride.

## Économie et société
- 1970 : fondation du Paris Saint-Germain Football Club.
- 1985 : écrasement du Vol Japan Airlines 123.
- 1999 : démontage du McDonald's de Millau.
- 2015 : en Chine, plusieurs explosions dans un entrepôt chimique du nouveau district de Binhai, une importante zone économique spéciale du port de Tianjin qui fait 178 morts et 800 blessés[4].

## Naissances

### XVIesiècle
- 1566 : Isabelle-Claire-Eugénie d'Autriche, Princesse héritière du trône d'Espagne († 1er décembre 1633).
- 1586 : Louis de Bersaques, arpenteur belge assermenté († 7 juin 1646).
- 1589 : Domenico Fiasella, peintre italien († 19 octobre 1669).

### XVIIesiècle
- 1604 : Tokugawa Iemitsu, troisième shogun du shogunat Tokugawa au Japon qui régna de 1623 à 1651 († 8 juin 1651).
- 1666 : Antonio Balestra, peintre italien († 21 avril 1740).

### XVIIIesiècle
- 1737 : Antoine Parmentier, pharmacien, agronome, nutritionniste et hygiéniste français († 17 décembre 1813).
- 1755 : Conrad Malte-Brun, géographe français († 14 décembre 1826).
- 1762 : George IV, roi du Royaume-Uni de 1820 à 1830 († 26 juin 1830).
- 1774 : Robert Southey, écrivain britannique († 21 mars 1843).
- 1797 : Gaspard Thémistocle Lestiboudois, botaniste et homme politique français († 22 novembre 1876).

### XIXesiècle
- 1807 : George Busk, chirurgien, zoologiste et paléontologue britannique († 10 août 1886).
- 1831 : Helena Blavatsky, philosophe, écrivaine, journaliste, occultiste, éditrice et théosophiste américano-russe († 8 mai 1891).
- 1844 : Muhammad Ahmad ibn Abd Allah Al-Mahdi, chef politique religieux musulman soudanais († 22 juin 1885).
- 1851 : Albert Bettannier, peintre français († 17 novembre 1932).
- 1866 : Jacinto Benavente, écrivain espagnol, prix Nobel de littérature en 1922 († 14 juillet 1954).
- 1880 : Christy Mathewson, joueur de baseball américain († 7 octobre 1925).
- 1881 : Cecil B. DeMille, cinéaste américain († 21 janvier 1959).
- 1883 : Marion Lorne, actrice américaine († 9 mai 1968).
- 1887 : Erwin Schrödinger, physicien autrichien, prix Nobel de physique en 1933 († 4 janvier 1961).
- 1889 : 
  - Eleazar Sukenik (אלעזר ליפא סוקניק), archéologue israélien († 28 février 1953).
  - Sid Jordan, acteur de cinéma américain, essentiellement actif pendant la période du cinéma muet († 30 septembre 1970).
- 1897 : Otto Struve, astronome américain († 6 avril 1963).
- 1899 : Jean-Adrien Mercier, peintre, affichiste et illustrateur français († 15 mai 1995).

### XXesiècle
- 1903 :
  - Mario Nasalli Rocca di Corneliano, prélat italien († 9 novembre 1988).
  - Pho Proeung, homme politique cambodgien, premier ministre de 1960 à 1961 (sans doute †, et à une date non connue).
- 1904 : Alexis Nikolaïevitch de Russie (Алексей Николаевич Романов), tsarévitch de Russie († 17 juillet 1918).
- 1905 : Hans Urs von Balthasar, théologien suisse († 26 juin 1988).
- 1907 : Andrew Charlton, nageur australien, champion olympique († 10 décembre 1975).
- 1910 : 
  - Józef Bielawski, arabisant polonais († 19 septembre 1997).
  - Jane Wyatt, actrice américaine († 20 octobre 2006).
- 1911 : Cantinflas (Mario Moreno Reyes dit), humoriste et acteur mexicain († 20 avril 1993).
- 1912 : Samuel Fuller, réalisateur américain († 30 octobre 1997).
- 1913 : Narciso Jubany Arnau, prélat espagnol, archevêque de Barcelone († 26 décembre 1996).
- 1914 : Ruth Lowe (en), pianiste et compositrice canadienne († 4 janvier 1981).
- 1917 : Marjorie Reynolds, actrice américaine († 1er février 1997).
- 1918 : Sid Bernstein, producteur de musique et promoteur musical américain († 21 août 2013).
- 1920 : Paul Collette, résistant français († 5 janvier 1995).
- 1925 : 
  - Dale Bumpers, homme politique démocrate américain († 1er janvier 2016).
  - Norris McWhirter (en), écrivain, éditeur et journaliste britannique, cofondateur du Livre Guinness des records († 19 avril 2004).
  - Ross McWhirter (en), écrivain et journaliste britannique, cofondateur du Livre Guinness des records († 27 novembre 1975).
- 1926 : 
  - John Derek (Derek Delevan Harris dit), acteur, réalisateur et photographe américain († 22 mai 1998).
  - René Vignal, footballeur français († 21 novembre 2016).
- 1927 : Porter Wagoner, chanteur américain de musique country († 28 octobre 2007).
- 1929 : 
  - Buck Owens, chanteur et guitariste américain de musique country († 25 mars 2006).
  - Charles Moore, athlète américain spécialiste du 400 m haies († 8 octobre 2020).
- 1930 : Georges ou György Soros, né Schwartz, financier, philanthrope et lobbyiste milliardaire américain d'origine hongroise.
- 1931 : William Goldman, écrivain, dramaturge et scénariste américain († 16 novembre 2018).
- 1932 : 
  - Jean Gainche, cycliste sur route breton et français.
  - Georges Kiejman, avocat et homme politique français.
- 1933 : Parnelli Jones, pilote automobile américain.
- 1935 : John Cazale, acteur américain († 12 mars 1978).
- 1937 : Herman De Croo, homme politique belge.
- 1938 :
  - Jean-Paul L'Allier, homme politique québécois, maire de Québec de 1989 à 2005 († 5 janvier 2016).
  - Huguette Tourangeau, mezzo-soprano québécoise († 21 avril 2018).
- 1939 : 
  - George Hamilton, acteur et producteur américain.
  - Roy Romanow, homme politique canadien, 12e premier ministre de la Saskatchewan de 1991 à 2001.
- 1941 : Réjean Ducharme, écrivain, dramaturge et scénariste québécois († 21 août 2017).
- 1943 :
  - Jean-Pierre Talbot, acteur belge ayant campé par deux fois "Tintin" au cinéma.
  - Deborah Walley, actrice américaine († 10 mai 2001).
- 1945 : 
  - Bernard Accoyer, homme politique français, président de l'Assemblée nationale de 2007 à 2012.
  - Jean Nouvel, architecte français.
- 1946 : Alain Pellegrini, général de division français.
- 1949 : 
  - Fernando Collor de Mello, économiste et homme politique brésilien, 32e président de la république du Brésil de 1990 à 1992.
  - Mark Knopfler, musicien britannique, guitariste du groupe Dire Straits.
  - Julien Lepers, animateur de télévision français.
  - Judi Richards, auteure-compositrice et interprète canadienne.
- 1950 : August Darnell, chanteur canadien du groupe Kid Creole and the coconuts.
- 1951 : 
  - Charles Eldon Brady, Jr., astronaute américain († 23 juillet 2006).
  - Héctor Rodríguez Torres, judoka cubain, champion olympique.
- 1952 : Dominique Robert, femme politique française.
- 1953 : Rolland Courbis, footballeur, entraîneur puis consultant français à la TV.
- 1954 : 
  - François Hollande, homme politique français, 24e président de la République française de 2012 à 2017.
  - Pat Metheny (Patrick Bruce Metheny dit), guitariste américain de jazz.
- 1957 : Isaach de Bankolé, acteur ivoirien.
- 1960 : 
  - Thierry Desroses, acteur et doubleur vocal français.
  - Laurent Fignon, coureur cycliste français († 31 août 2010).
  - Laurent Seigne, joueur de rugby à XV français.
- 1961 : 
  - Roy Hay (en), guitariste et claviériste anglais du groupe Culture Club.
  - Tetyana Samoylenko, athlète ukrainienne spécialiste du demi-fond, championne olympique et du monde.
- 1962 : Ness (Nezhia Boubékri dite), animatrice de télévision française.
- 1963 : Clara Brugada, femme politique mexicaine.
- 1965 : Peter Krause, acteur américain.
- 1969 : Li Hak-son, lutteur nord-coréen, champion olympique.
- 1971 : 
  - Pete Sampras, joueur de tennis américain.
  - Yvette Nicole Brown : actrice américaine.
- 1972 : Rebecca Gayheart, actrice américaine.
- 1973 : Mark Zabel, kayakiste allemand, champion allemand.
- 1975 : 
  - Casey Affleck, acteur américain.
  - Steven Elm, patineur de vitesse canadien.
- 1977 : Iva Majoli, joueuse de tennis croate.
- 1978 : Hayley Wickenheiser, joueuse de hockey sur glace canadienne.
- 1979 : Cindy Klassen, patineuse de vitesse canadienne.
- 1980 : 
  - Maggie Lawson, actrice américaine.
  - Dominique Swain, actrice américaine.
- 1981 :
  - Djibril Cissé, footballeur français.
  - Caylian Curtis, actrice tchèque.
- 1983 : Klaas-Jan Huntelaar, footballeur néerlandais.
- 1989 : Dewayne Dedmon, basketteur américain.
- 1990 : 
  - Mario Balotelli, footballeur italien.
  - Wissam Ben Yedder, footballeur français.
- 1991 : Kiki Mordi, journaliste et documentariste nigériane.
- 1992 : Cara Delevingne, mannequin anglais.
- 1999 : Matthijs de Ligt, footballeur néerlandais.
- 2000 :
  - Achíleas-Andréas de Grèce, prince de Grèce et de Danemark.
  - Christ Esabe, boxeur français.
  - Niamh Fisher-Black, coureuse cycliste néo-zélandaise.
  - Vincenzo Millico, footballeur italien.
- 2001 :
  - Dixie D'Amelio, célébrité des réseaux sociaux et chanteuse américaine.
  - Claudia Pina, footballeuse espagnole.
- 2008 : 
  - Kauã Prates, footballeur brésilien.
  - Dastan Satpaev, footballeur kazakh.

## Décès

### Iersiècleav. J.-C.
- -30 : Cléopâtre VII Philopator, la plus célèbre des reines Cléopâtre (Κλεοπάτρα en grec) d'Égypte antique et son dernier souverain hellénistique lagide de -51 à la conquête romaine de -31 et cette mort, avec ses frères-époux Ptolémée(s) XIII et XIV puis aux côtés de ses compagnons les généraux romains Jules César puis Marc Antoine (° v. -69).

### VIIIesiècle
- 792 : Jænberht, archevêque de Canterbury (° inconnue).

### XIIIesiècle
- 1274 : Olivier de Termes, chevalier français  (° vers 1200).

### XVesiècle
- 1424 : Ming Yongle / 永乐帝 (Zhu Di / 朱棣 dit), empereur de Chine de 1402 à 1424 (° 2 mai 1360).
- 1484 : Sixte IV (Francesco della Rovere dit), 212e pape (° 21 juillet 1414).

### XVIIesiècle
- 1674 : Philippe de Champaigne, peintre et graveur classique français d'origine brabançonne (° 26 mai 1602).

### XVIIIesiècle
- 1730 : Bénédicte-Henriette du Palatinat, princesse allemande (° 14 mars 1652).

### XIXesiècle
- 1823 : Josefa de los Dolores Peña y Lillo, religieuse et épistolière chilienne (° mars ou mai 1739).
- 1827 : William Blake, artiste et poète britannique (° 28 novembre 1757).
- 1857 : William Conybeare, géologue et paléontologue britannique (° 7 juin 1787).
- 1861 : Eliphalet Remington, inventeur et fabricant d'armes à feu américain, fondateur de l'entreprise E. Remington and Sons (° 28 octobre 1793).
- 1886 : Carl Plötz, entomologiste allemand (° 1814).
- 1900 : Wilhelm Steinitz, joueur d'échecs américain (° 14 mai 1836).

### XXesiècle
- 1901 : Adolf Erik Nordenskiöld, explorateur finlandais (° 18 novembre 1832).
- 1928 : Leoš Janáček, musicien tchèque (° 3 juillet 1854).
- 1935 : Léonce Perret, comédien, metteur en scène, scénariste, réalisateur et producteur de cinéma français (°14 mars 1880).
- 1944 : Joseph Patrick Kennedy Jr., militaire américain, officier de l'Marine américaine (° 25 juillet 1915).
- 1955 : 
  - Thomas Mann, écrivain allemand puis tchécoslovaque et ensuite américain, prix Nobel de littérature 1929 (° 6 juin 1875).
  - James Batcheller Sumner, biochimiste américain, colauréat du prix Nobel de chimie 1946 (° 19 novembre 1887).
- 1961 : Salah Ben Youssef (صالح بن يوسف), homme politique tunisien, secrétaire général du Néo-Destour de 1948 à 1955 et ministre de la Justice de 1950 à 1952 (° 11 octobre 1907)
- 1964 : Ian Fleming, romancier britannique, auteur de la série de romans d’espionnage James Bond (° 28 mai 1908).
- 1979 : Gilbert Cesbron, romancier, essayiste et dramaturge français (° 13 janvier 1913).
- 1982 : Henry Fonda, acteur américain (° 16 mai 1905).
- 1985 : 
  - Roger Duhamel, écrivain et journaliste québécois (° 16 avril 1916).
  - Kyū Sakamoto (坂本 九), chanteur et acteur japonais (° 10 décembre 1941).
- 1986 : Paola Mori (Paola -comtesse- di Girifalco dite), actrice italienne et épouse d'Orson Welles de 1955 jusqu'à la mort de ce dernier en 1985 (° 18 septembre 1928).
- 1988 : Jean-Michel Basquiat, artiste américain (° 22 décembre 1960).
- 1989 : William Shockley, physicien américain, prix Nobel de physique 1956 (° 13 février 1910).
- 1992 : John Cage, compositeur américain (° 5 septembre 1912).
- 1995 : Bruno Pasquini, cycliste sur route italien (° 23 novembre 1914).
- 1996 : 
  - Viktor Ambartsumian, astronome et astrophysicien soviétique puis arménien (° 18 septembre 1908).
  - Robert Gravel, acteur québécois (° 14 septembre 1944).
- 1997 : 
  - Luther Allison, guitariste, chanteur et compositeur de blues américain (° 17 août 1939).
  - Raymond Bloch, latiniste, étruscologue et historien des religions français (° 4 mai 1914).
  - Jack Delano, photographe américain (° 1er août 1914).
  - Stéphane Just, militant trotskiste français (° 13 août 1921).
- 1998 :
  - Abu Bakar Umar, homme politique malaisien, vice-ministre de la Santé de 1974 à 1977 (° 13 janvier 1927).
  - Jesús Loroño, cycliste sur route espagnol (° 10 janvier 1926).
  - Gilles Terral, entomologiste français (° 1943).
- 1999 : Jean Drapeau, homme politique canadien, maire de Montréal de 1954 à 1957 et de 1960 à 1986 (° 18 février 1916).
- 2000 :
  - Jean Carzou, peintre français académicien ès beaux-arts (° 1er janvier 1907).
  - Loretta Young, actrice américaine (° 6 janvier 1913).

### XXIesiècle
- 2001 :
  - Antonio José Galán, matador espagnol (° 19 novembre 1948).
  - Pierre Klossowski, écrivain, acteur et peintre français (° 9 août 1905).
- 2002 : 
  - David Malkin, peintre et sculpteur russe (° 23 mars 1910).
  - Enos Slaughter, joueur de baseball américain (° 27 avril 1916).
- 2005 : Rufus Thibodeaux, violoniste (a)cadien (° 5 janvier 1934).
- 2006 :
  - Guido Depraetere, producteur de télévision belge (° 26 novembre 1946).
  - Camille Loiseau, citoyenne française un temps doyenne des français (° 13 février 1892).
- 2007 : Merv Griffin, animateur de télévision, musicien, acteur et producteur américain (° 6 juillet 1925).
- 2009 :
  - Rashied Ali, musicien américain (° 1er juillet 1935).
  - Marc François, acteur français (° 19 février 1951).
  - Marcel Leroux, climatologue français (° 27 août 1938).
- 2010 :
  - Guido de Marco, homme politique maltais, président de la république de Malte de 1999 à 2004 (° 22 juillet 1931).
  - Tahar Ouettar (الطاهر وطار), écrivain algérien (° 15 août 1936).
- 2012 : Eve Cournoyer, auteure-compositrice-interprète québécoise (° 15 mai 1969).
- 2014 :
  - Lauren Bacall, actrice américaine (° 16 septembre 1924).
  - Jean Favier, archiviste et historien français (° 2 avril 1932).
- 2015 : Jaakko Hintikka, philosophe finlandais (° 12 janvier 1929).
- 2017 : Bryan Murray, entraîneur et gestionnaire canadien de hockey sur glace (° 5 décembre 1942).
- 2018 : Samir Amin, écrivain franco-égyptien (° 3 septembre 1931).
- 2019 : 
  - José Luis Brown, footballeur argentin (° 11 novembre 1956).
  - DJ Arafat (Ange Didier Houon dit), musicien ivoirien (°26 janvier 1986)
- 2023 :
  - Atanas Golomeev, basketteur puis entraîneur et ensuite dirigeant bulgare (° 5 juillet 1947).
  - Berit Lindholm, soprano suédoise (° 18 octobre 1934).
  - Jacques Rougerie, joueur de rugby à XV français (° 21 juin 1945).
- 2024 :
  - Ramiro Blacut, footballeur puis entraîneur bolivien (° 3 janvier 1944).
  - Michel de Bonnecorse, haut fonctionnaire et diplomate français (° 15 novembre 1940).
  - Marc Bourrier, footballeur puis entraîneur français (° 21 septembre 1934).
  - Maria Bianca Cita, experte en stratigraphie, micropaléontologie et géologie marine italienne (° 12 septembre 1924).
  - Cédric Daury, footballeur puis entraîneur français (° 19 octobre 1969).
  - Antônio Delfim Netto, économiste brésilien (° 1er mai 1928).
  - Peter A. Sturrock, scientifique britannique (° 20 mars 1924).
  - Fritz Schmidt, hockeyeur sur gazon allemand (° 19 mars 1943).
  - Zaid al-Rifai, homme politique jordanien (° 27 novembre 1936).
- 2025 : Tiébilé Dramé, homme politique malien (° 9 juin 1955).

## Célébrations

### Internationale
Nations unies : journée internationale de la jeunesse (International Youth Day  ou IYD) décidée par l'ONU en 2000 dans une résolution 54/120. Voir aussi les  12 mars en Zambie, 14 avril en Angola, 16 juin en Afrique (du Sud etc.), les mois de juin / Junius en général, voire les Journées mondiales de la jeunesse catholiques (J.M.J. en francophonie) certaines années.

### Nationale et régionale
- Thaïlande : anniversaire de la reine et fête des Mères.
- Yorkshire Dales (Angleterre, Grande-Bretagne, Royaume-Uni, Europe) : glorious twelfth / glorieux 12e marquant le début de la chasse au red grouse / lagopède d'Écosse, reporté au 13 août quand le 12 tombe un dimanche comme en 2000 ou en 2007.

### Célébrationreligieuse
Sea org day en scientologie.

### Saints des Églises chrétiennes

#### Saints catholiques et orthodoxes du jour
Référencés ci-après in fine, :
- Clarisse (VIIe siècle) - ou « Claire », « Cécile » ou « Sigeberge » -, abbesse de Remiremont dans les Vosges. Cf. la veille, 11 août, pour sainte Claire d'Assise.
- Euplus († 304) - ou « Euplos » -, diacre, martyr à Catane en Sicile sous Dioclétien et Maximien ; date occidentale, fêté le 11 août en Orient[8].
- Herculan († vers 552), évêque de Brescia en Lombardie, puis ermite à Campione del Garda.
- Hilarie († 304) - ou « Hilairie » -, mère de sainte Afre d'Augsbourg, martyre avec ses esclaves, les saintes Digne (ou « Digna »), Euprépie (ou « Eutropie »), « Eunomie » ou « Euménie »).
- Lélie (Ve siècle) - ou « Lelia » -, vierge, ascète dans les comtés de Limerick et de Kerry en Irlande ; célébrée le 11 août par les orthodoxes[9].
- Muredach (VIe siècle) - ou « Murtagh » -, premier évêque de Killala et fondateur du monastère d'Innismurray en  Irlande.
- Palamon († vers 323) - « Palamos » -, ascète dans le désert en Égypte, père spirituel de saint Pacôme le Grand.
- Photius (ou « Photios ») et Anicet († vers 304), martyrs brûlés vifs à Nicomédie sous Dioclétien et Maximien.
- Porcaire de Lérins († 731 ou 732), « Porcher », abbé de Lérins en Provence, martyr avec cinq cents autres moines par la main des musulmans.
- Venance († 535 ou 544) - ou « Venant » -, fils du roi burgonde saint Sigismond, dixième[10] évêque de Viviers et du Vivarais (actuelle Ardèche), assista aux conciles régionaux d'Épaone et de Clermont ; célébré le 5 août par les orthodoxes[11].

#### Saints et bienheureux catholiques du jour
référencés ci-après :
- Amadeo de Silva (vers 1420 – 1482), bienheureux, prêtre franciscain qui deviendra le confesseur du pape Sixte IV et créera une branche franciscaine réformée (les amadéites)[12].
- Charles Meehan (vers 1640 – 1679) - ou « Charles Mahoney » -, bienheureux, prêtre franciscain martyrisé au Pays-de-Galles.
- Florian Stepniak et Joseph Straszewski († 1942), bienheureux, prêtres et martyrs des Nazis au camp de concentration de Dachau.
- Innocent XI († 1689), bienheureux, 238e pape de 1676 à 1689.
- Jacques Do Mai Nam, prêtre, Antoine Nguyên Dich paysan, et Michel Nguyên Huy My, médecin († 1838), martyrs décapités à Nam Dinh au Tonkin (Vietnam) sous l’empereur Minh Mang.
- Jeanne-Françoise de Chantal († 1641) - ou « Jeanne Françoise Frémyot » -, fille du président du Parlement de Bourgogne, fondatrice de l'ordre de la Visitation-Sainte-Marie.
- Karl Leisner († 1945), bienheureux, prêtre à Dachau, mort à Planegg, près de Munich.
- Maurice Tornay (1910 - 1949), bienheureux, prêtre, chanoine régulier, martyr au col du Choula à la frontière sino-tibétaine ; célébré localement le 11 août[13].
- Pierre Jarrige de la Morélie de Puyredon (1737 – 1794), bienheureux chanoine de Saint-Yrieix, martyr sur les pontons de Rochefort, pendant la Révolution française.
- 9 nouveaux martyrs de la guerre civile espagnole († 1936) : Atila Argüezo Gonzalez dit « Flavius », à Val di Moro, Sébastien Calvo Martinez, Pierre Cunill Padros, Joseph Pavon Bueno, Nicaise Sierra Ucar, Venceslas Claris Vilaregut, Grégoire Chirivas Lacambra, à Barbastro, Antoine Perulles Estivill, Victoire Diez y Bustos de Molina, à Hornachuelos, bienheureux, religieux et laïcs, martyrs de la guerre civile espagnole.

#### Saints orthodoxes?
Outre les saints œcuméniques voire pré-schismatiques ci-avant, aux dates parfois "juliennes" / orientales ... 

### Prénoms du jour
Bonne fête aux Clarice, Clarisse et leurs variantes : Anne-Clarisse, Marie-Clarisse, etc. [voir aussi la veille 11 août des Claire et variantes dont Clarisse dérive (Sainte Claire ayant fondé l'ordre des Clarisses au nom inspiré du sien vers  Assise)].
Et aussi aux :
- Chantal, depuis 2003 (12 décembre avant 2003),
- Isidore,
- Jeanne et ses variantes : Gianna, Ioannina, Ivana, Jane, Janeto, Janice, Janie, Janik, Janine, Janique, Jano, Jany, Jeannette, Jeannice, Jeannie, Jeannine, Jehanne, Jemmie, Joan, Joanna, Johanna ou Johanne, Juanita, Vanina, Yoanna, Jeanne-Françoise, etc. (voir aussi les 30 mai, 24 juin, 26 juillet, 27 décembre) ;
- Karl et ses variantes : Carl, Carline ou Karline etc. (voir aussi 17 juillet ou 4 novembre).

## Traditions et superstitions

### Dicton
« S'il pleut à la sainte-Clarisse, c'est souvent comme vache qui pisse. »

### Astrologie
Signe du zodiaque : vingt-et-unième jour du signe astrologique du lion.

## Toponymie
Plusieurs voies, places, sites ou édifices de pays ou provinces francophones contiennent la date du jour dans leur nom sous diverses graphies possibles : voir Douze-Août.